# Joshua Clottey
Joshua Clottey (nacido el 16 de marzo de 1976 en Acra, Ghana) es un boxeador de peso Wélter que proviene de Acra, Ghana, pero ahora vive en el Bronx, Nueva York. Ha sido campeón wélter FIB.

## Biografía
Durante una breve carrera amateur en la cual acumuló una marca de 45-4 Clottey llegó a representar a su país en varios torneos internacionales antes de saltar al profesionalismo en mayo de 1995 en Acra con un triunfo por puntos sobre Samuel Latsu.
Después Clottey hizo sus primeras 11 peleas profesionales en África, antes de firmar con el promotor Panos Elides, quien en ese tiempo realizaba peleas en Inglaterra y promovía al campeón mundial de peso completo Lennox Lewis.

## Carrera profesional

### Primera pelea por Título Mundial
Clottey se hizo valedor de su fama al ganar sus primeras veinte peleas, incluyendo 14 por Nocaut. Su actuación se le unen para luchar contra Carlos Baldomir, en una defensa de Baldomir por el título Internacional del CMB peso wélter, Clottey perdió por descalificación en una pelea controvertida; Clottey ganaba la pelea hasta el 10º asalto, donde fue penalizado con dos puntos por un cabezazo intencional. Se le advirtió, pero lo hizo de nuevo, motivo por el cual el árbitro detuvo la pelea y decidió descalificar a Clottey.
Clottey se recuperó de la pérdida al ganar el título de la Unión Africana de Boxeo peso wélter en su siguiente pelea. Luego salió de la lucha con 10 victorias consecutivas que se destacó por su primera victoria en suelo americano y varias victorias menores en peso Wélter, así como los títulos de peso medio, que culminaron en el título de un peso wélter intercontinental de la FIB.

### Clottey vs Margarito
El 2 de diciembre de 2006, Clottey ganó su primera oportunidad por un título mundial, pero se fracturó la mano en el cuarto asalto del combate contra el campeón de la Organización Mundial de Boxeo Antonio Margarito. El 7 de abril de 2007, Clottey ganó por decisión unánime sobre Diego Corrales, en lo que fue la última pelea de Corrales antes de su muerte.

### Pelea contra Zab Judah y su primer Título Mundial
Clottey derrotó a Zab Judah el 2 de agosto de 2008, para el título de la FIB peso Wélter que había sido anulado por Antonio Margarito.

### Clottey vs Miguel Cotto
El 13 de junio de 2009 ante Miguel Cotto en Nueva York en el Madison Square Garden para el título de peso wélter de la OMB, Clottey cayó en el primer asalto con un jab. Cotto resultó con un corte en el 3.er asalto por un cabezazo accidental, las combinaciones de golpes de Clottey durante la pelea, dieron problemas a Cotto. Cotto terminó con una victoria por decisión dividida en una pelea de la que los aficionados pensaban que podría haber sido otorgada a cada boxeador, o incluso un empate.

### Clottey vs Pacquiao
Llegó el día llamado "The Event", teniendo como rival al mejor libra x libra: el filipino Manny Pacquiao, Pacquiao atacó desde el principio a un defensivo Clottey, que realmente subió al ring nada más que a defenderse, pues sólo atacó unas cuantas veces; en la pelea se vio en todo momento atacando a Pacquiao y defendiéndose a Clottey, Clottey comenzó a hacer más frecuente su ataque después del 6º round, donde un ya cansado Pacquiao recibía los golpes, mostrándose después de la pelea con un ojo un poquito morado mientras que el Clottey sólo aparecía sudoroso, Manny Pacquiao ganó la pelea por decisión unánime. De este modo Joshua Clottey acumulaba su cuarta derrota.

### Un peleador duro
Joshua Clottey nunca ha perdido a través de un nocaut. Sus 4 pérdidas fueron: (1) DQ ante Carlos Baldomir, (2) Decisión unánime ante Antonio Margarito, (3) por decisión dividida ante Miguel Cotto y (4) por decisión unánime ante Manny Pacquiao.

## Récord profesional
| Res.     | Récord   | Rival                  | Tipo | Ronda, tiempo | Fecha      | Localidad                                                   | Notas |
| -------- | -------- | ---------------------- | ---- | ------------- | ---------- | ----------------------------------------------------------- | --- |
| Victoria | 40–5 (1) | Mfaume Mfaume          | TKO  | 6 (10)        | 08-03-2019 | Bukom Boxing Arena, Acra, Ghana                             | |
| Derrota  | 39–5 (1) | Gabriel Rosado         | UD   | 10            | 19-12-2015 | Turning Stone Resort Casino, Verona, New York, U.S.         | |
| Victoria | 39–4 (1) | Jorge Silva            | UD   | 10            | 09-05-2015 | Minute Maid Park, Houston, Texas, US                        | |
| Victoria | 38–4 (1) | Anthony Mundine        | UD   | 12            | 09-04-2014 | Entertainment Centre, Newcastle, Australia                  | Gana el título Internacional de la WBA del peso superwélter.                                                           |
| Victoria | 37–4 (1) | Dashon Johnson         | UD   | 10            | 14-09-2013 | The Paramount, Huntington, New York, US                     | |
| Victoria | 36–4 (1) | Calvin Green           | TKO  | 2 (8), 1:56   | 19-11-2011 | Reliant Arena, Houston, Texas, US                           | |
| Derrota  | 35–4 (1) | Manny Pacquiao         | UD   | 12            | 13-03-2010 | Cowboys Stadium, Arlington, Texas, US                       | Por el título mundial de la WBO del peso wélter.                                                                       |
| Derrota  | 35–3 (1) | Miguel Cotto           | SD   | 12            | 13-06-2009 | Madison Square Garden, New York City, New York, US          | Por el título mundial de la WBO del peso wélter.                                                                       |
| Victoria | 35–2 (1) | Zab Judah              | TD   | 9 (12), 1:12  | 02-08-2008 | Pearl Concert Theater, Paradise, Nevada, US                 | Por el título vacante de la IBF del peso wélter; Unanimous TD after Judah was cut from an accidental head clash        |
| Victoria | 34–2 (1) | José Luis Cruz         | TKO  | 5 (10), 2:48  | 03-04-2008 | Aviator Sports & Events Center, New York City, New York, US | |
| Victoria | 33–2 (1) | Shamone Alvarez        | UD   | 12            | 20-12-2007 | Hard Rock Hotel and Casino, Paradise, Nevada, US            | |
| Victoria | 32–2 (1) | Felix Flores           | UD   | 10            | 09-08-2007 | Hard Rock Hotel and Casino, Paradise, Nevada, US            | |
| Victoria | 31–2 (1) | Diego Corrales         | UD   | 10            | 07-04-2007 | Abou Ben Adhem Shrine Mosque, Springfield, Misuri, US       | |
| Derrota  | 30–2 (1) | Antonio Margarito      | UD   | 12            | 02-12-2006 | Boardwalk Hall, Atlantic City, New Jersey, US               | Por el título mundial de la WBO del peso wélter.                                                                       |
| Victoria | 30–1 (1) | Richard Gutierrez      | MD   | 12            | 29-07-2006 | Chumash Casino Resort, Santa Ynez, California, US           | Gana el título IBF Intercontinental del peso wélter.                                                                   |
| Victoria | 29–1 (1) | Marcos Primera         | UD   | 10            | 03-12-2005 | Mandalay Bay Events Center, Paradise, Nevada, US            | Gana el título WBC Continental Americas interino del peso wélter.                                                      |
| Victoria | 28–1 (1) | Marlon Thomas          | UD   | 10            | 21-10-2005 | Turning Stone Resort Casino, Verona, New York, US           | |
| NC       | 27–1 (1) | Steve Martinez         | NC   | 2 (10)        | 18-02-2005 | Boardwalk Hall, Atlantic City, New Jersey, US               | NC después de que Martínez sufriera un corte tras un choque de cabeza accidental.                                      |
| Victoria | 27–1     | Christopher Henry      | TKO  | 5 (10), 1:16  | 24-07-2004 | Flamingo, Laughlin, Nevada, US                              | |
| Victoria | 26–1     | Christian Lloyd Joseph | UD   | 10            | 06-06-2004 | Mid-Hudson Civic Center, Poughkeepsie, New York, US         | |
| Victoria | 25–1     | Jeffrey Hill           | RTD  | 6 (8), 3:00   | 21-11-2003 | Crowne Plaza Hotel, New York City, New York, US             | |
| Victoria | 24–1     | Ayitey Powers          | UD   | 10            | 06-12-2002 | Globe Cinema, Acra, Ghana                                   | |
| Victoria | 23–1     | Siki Benge             | TKO  | 2 (10)        | 30-11-2001 | Kaneshie Sports Complex, Acra, Ghana                        | |
| Victoria | 22–1     | Didier Mebara          | TKO  | 3 (8)         | 08-09-2001 | Kaneshie Sports Complex, Acra, Ghana                        | |
| Victoria | 21–1     | Ike Obi                | TKO  | 10 (12)       | 27-04-2001 | Kaneshie Sports Complex, Acra, Ghana                        | Gana el título vacante de la ABU del peso wélter.                                                                      |
| Derrota  | 20–1     | Carlos Baldomir        | DQ   | 11 (12), 2:30 | 29-11-1999 | Wembley Arena, London, England                              | Por los títulos WBC International y el vacante IBC del peso wélter; Clottey fue descalificado por repetidos cabezazos. |
| Victoria | 20–0     | Viktor Baranov         | TKO  | 6 (8), 0:44   | 19-10-1999 | York Hall, Londres, Inglaterra                              | |
| Victoria | 19–0     | Ali Mohammed           | KO   | 1 (10)        | 01-05-1999 | Acra, Ghana                                                 | |
| Victoria | 18–0     | Dennis Berry           | RTD  | 3 (6), 3:00   | 23-05-1998 | York Hall, Londres, Inglaterra                              | |
| Victoria | 17–0     | Ike Obi                | PTS  | 8             | 11-11-1997 | Sports Stadium, Acra, Ghana                                 | |
| Victoria | 16–0     | Cam Raeside            | TKO  | 2 (8), 1:13   | 30-08-1997 | Grundy Park Leisure Centre, Cheshunt, Inglaterra            | |
| Victoria | 15–0     | Mark Ramsey            | PTS  | 8             | 25-03-1997 | Lewisham Theatre, Londres, Inglaterra                       | |
| Victoria | 14–0     | Abbas De Souza         | TKO  | 2 (10)        | 28-12-1996 | Acra, Ghana                                                 | |
| Victoria | 13–0     | Karl Taylor            | TKO  | 2 (8)         | 07-10-1996 | Lewisham Theatre, Londres, Inglaterra                       | |
| Victoria | 12–0     | Dick Dosseh            | TKO  | 6 (10)        | 03-08-1996 | Acra, Ghana                                                 | |
| Victoria | 11–0     | Marciano Commey        | PTS  | 12            | 22-12-1995 | Kaneshie Sports Complex, Acra, Ghana                        | Gana el título vacante de Ghana en el peso superligero                                                                 |
| Victoria | 10–0     | Friday Steve Egwatu    | TKO  | 2 (10)        | 17-11-1995 | Abidjan, Ivory Coast                                        | |
| Victoria | 9–0      | Ran Coco               | TKO  | 3 (8)         | 25-10-1995 | Acra, Ghana                                                 | |
| Victoria | 8–0      | Sam Akromah            | PTS  | 8             | 25-08-1995 | Acra, Ghana                                                 | |
| Victoria | 7–0      | David Duke             | TKO  | 1             | 14-07-1995 | Togo                                                        | |
| Victoria | 6–0      | Friday Steve Egwatu    | TKO  | 5             | 30-06-1995 | Acra, Ghana                                                 | |
| Victoria | 5–0      | Nazah Ayetoe           | TKO  | 5             | 03-06-1995 | Benín                                                       | |
| Victoria | 4–0      | Jomo Jackson           | TKO  | 1             | 27-05-1995 | Acra, Ghana                                                 | |
| Victoria | 3–0      | Smart Abbey            | TKO  | 4             | 29-04-1995 | Acra, Ghana                                                 | |
| Victoria | 2–0      | Joseph Ayinakwa        | TKO  | 2             | 14-04-1995 | Benín                                                       | |
| Victoria | 1–0      | Samuel Lotsu           | PTS  | 6             | 31-03-1995 | Acra, Ghana                                                 | Professional debut |

- Datos: Q1396183